# Salaco
Salaco (in croato Salakovci)  è un insediamento del comune di Albona, nella regione istriana, in Croazia. Nel 2001, la località conta 88 abitanti.

## Società

### Evoluzione demografica
Evoluzione demografica della località di Salaco secondo i seguenti anni: 
1880 = 80 ab.| 1890 = 39 ab.| 1900 = 43 ab.| 1910 = 56 ab.| 1921 =  ab.| 1931 =  ab.| 1948 = 99 ab.| 1953 = 98 ab.| 1961 = 91 ab.| 1971 = 64 ab.| 1981 = 79 ab.| 1991 = 51 ab.| 2001 = 52 ab.